# Costa Blanca
Costa Blanca (Bílé pobřeží) je úsek španělského pobřeží Středozemního moře ležící v provincii Alicante. Táhne se v délce asi 240 kilometrů od města Denia na severu (kde navazuje na Costa del Azahar) po Pilar de la Horadada, při pobřeží se nachází ostrov Nueva Tabarca.
Název Costa Blanca nepochází od místních obyvatel, byl vytvořen až v padesátých letech 20. století jako součást propagační kampaně British Airways, údajně podle typických vesnic s bílými domky. Region patří k nejnavštěvovanějším místům Španělska: nabízí tři sta dní slunečního svitu v roce a průměrnou roční teplotu 20 °C, koupat v moři se dá od dubna do října. Po druhé světové válce sem začali jezdit jako první Němci, později pobřeží objevili i turisté z britských ostrovů a východní Evropy.
Na Costa Blanca je možno najít písečné i oblázkové pláže, v oblasti Marina Alta zasahují hory do těsné blízkosti moře. Hlavním turistickým centrem oblasti je Benidorm s množstvím vysokopodlažních hotelů, dalšími významnými letovisky jsou Xàbia, Calp nebo Benissa. Turisté navštěvují také velkoměsto Alicante s řadou architektonických památek, především hradem Castillo Santa Bárbara, háje datlových palem v okolí Elche, zábavní park Terra Mítica, bývalé lázně Preventori d'Aigües nebo gotickou katedrálu v Orihuele.
Costa Blancu je možné rozdělit na dvě části s hranicí u hlavního města Alicante. Severní část leží v sousedství horských masivů a je o poznání zelenější. Jižní část naopak trpí spíše suchem (ročně zde spadne sotva 250 mm srážek), zato však má dlouhé bělostné pláže a písečné duny, jedny z nejvýznamnějších na španělském pobřeží. Rozlehlá oblast pohyblivých dun se táhne od jižní části města Santa Pola až po oblast La Mata v Torrevieja.